# Lysiopetalum illyricum
Lysiopetalum illyricum är en mångfotingart som beskrevs av Robert Latzel 1884. Lysiopetalum illyricum ingår i släktet Lysiopetalum och familjen Callipodidae. Inga underarter finns listade i Catalogue of Life.